# Disturbios de Jaffa de 1921

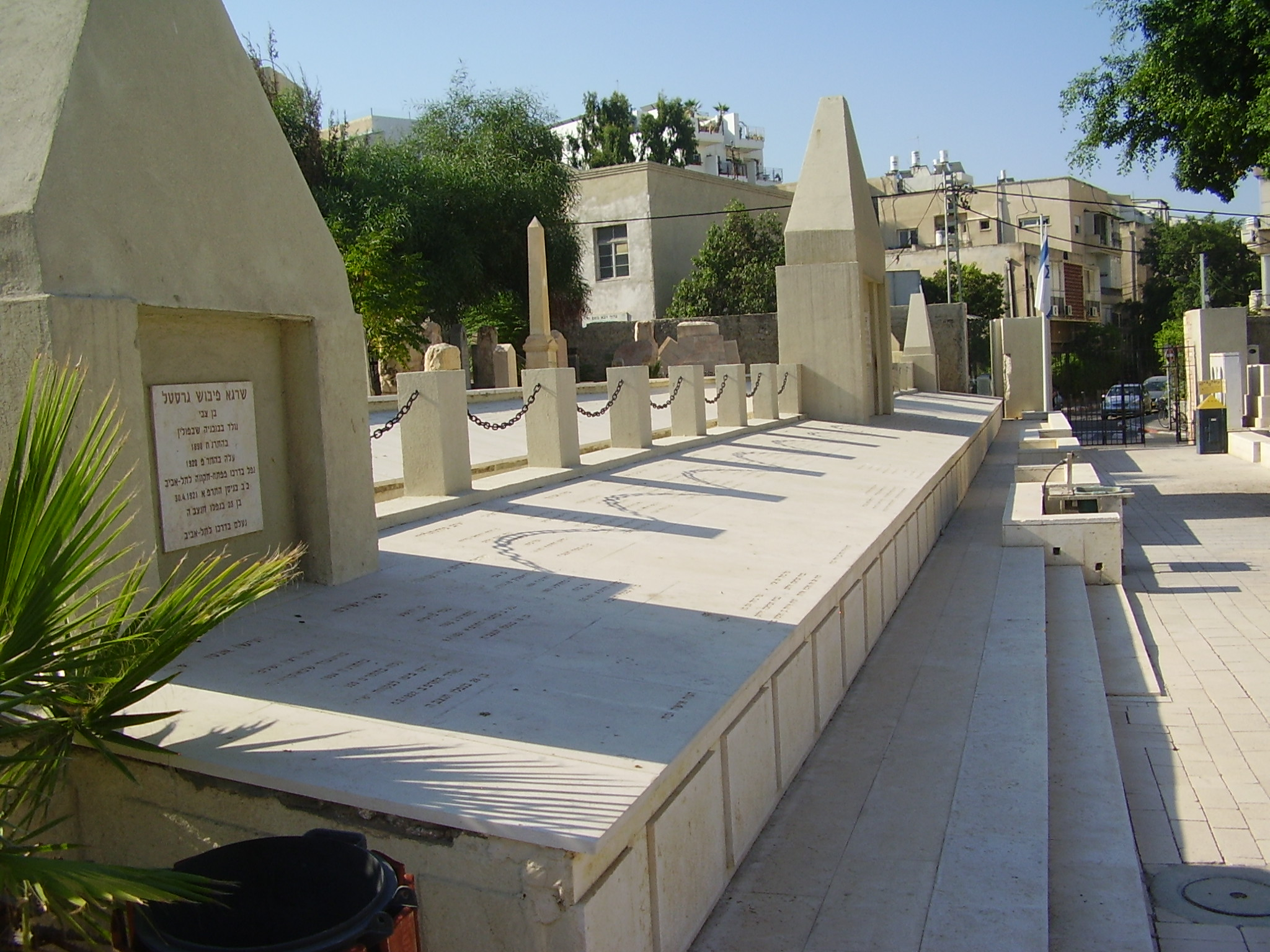
tumba colectiva de las víctimas judías

Los Disturbios de Jaffa se refieren a varios días de disturbios y asesinatos que tuvieron lugar durante el Mandato Británico de Palestina entre el 1 y el 7 de mayo de 1921. Los disturbios, que comenzaron como un enfrentamiento entre dos grupos judíos, se convirtieron en ataques de árabes contra judíos y, a continuación, en ataques de represalia de judíos contra árabes. Los disturbios comenzaron en Jaffa y se extendieron a otras partes del país. En los disturbios murieron 47 judíos y 48 árabes. Además 146 judíos y 73 árabes resultaron heridos y cientos más se quedaron sin hogar.

## Desarrollo
El 1 de mayo de 1921 el «Partido Comunista Judío» celebró un desfile en Jaffa para conmemorar el Día de los Trabajadores. El partido había distribuido folletos en árabe y yidis durante la noche anterior, donde se pedía derrocar el dominio británico. La mañana del desfile, uno de los altos oficiales de policía de Jaffa, Toufiq Bey Al Said, visitó la sede del partido para advertir a los 60 miembros presentes para que no desfilasen.
Otro gran desfile también había sido organizado en Tel Aviv por el rival socialista, «Unidad Trabajadora», con autorización oficial. Cuando se reunieron las dos manifestaciones estalló una pelea, y la fuerza policial del Mandato británico (llamada Fuerza de Policía Palestina) persiguió a los comunistas de Jaffa; al escuchar los combates, los habitantes árabes de Jaffa pasaron a la ofensiva.
Docenas de británicos, árabes y judíos testigos informaron de que muchos de los hombres árabes con cuchillos, espadas y pistolas irrumpieron en edificios de los judíos y mataron a sus habitantes, mientras que las mujeres realizaban saqueos. Atacaron a peatones judíos y destruyeron casas y tiendas de judíos. También golpeaban y asesinaban a los judíos en sus hogares, incluidos los niños, y en algunos casos se les abrió el cráneo a las víctimas.
Un albergue para inmigrantes, dirigido por la Comisión Sionista, con un centenar de personas que habían llegado en los últimos días, fue atacado por la multitud con lanzamiento de piedras seguidas de bombas y disparos de armas de fuego. Al ver llegar a la policía hubo un alivio temporal entre los residentes, pero desapareció cuando se hizo evidente que los disparos de los policías no eran para dispersar a la multitud sino que en realidad eran destinados a la construcción. En el patio un inmigrante fue fusilado por un policía, y otros fueron apuñalados y golpeados con palos. Cinco mujeres fueron víctimas de disparos de los policías, otras tres lograron escapar. A otras dos mujeres, los policías las acorralaron e intentaron violarlas, pero lograron escapar a pesar de sus disparos. Una niña de 14 años y algunos hombres lograron escapar del edificio, pero cada uno fue a su vez perseguido y muerto a golpes con barras de hierro o de palos de madera.
Como en el del año anterior, durante los Disturbios palestinos en 1920, la turba destrozó los edredones y almohadas de sus víctimas, al igual que en los pogromos de Rusia, realizando en el lugar "nubes" de plumas. Algunos árabes defendieron a los judíos y les concedieron refugio en sus hogares, muchos testigos identificaron a sus agresores y asesinos como sus vecinos. Varios testigos dijeron que también habían participado policías árabes.
El Alto Comisionado Herbert Samuel declaró el estado de emergencia, impuso censura en la prensa, y pidió refuerzos procedentes de Egipto. El general Edmund Allenby envió dos destructores, uno a Jaffa y otro a Haifa. Samuel se reunió con calma y trató a los representantes árabes. Musa al-Husseini, que había sido destituido como alcalde de Jerusalén por causa de su participación del año anterior en los disturbios, solicitó la suspensión de la inmigración judía. Samuel asintió, y a dos o tres pequeñas embarcaciones que llegaban con unos 300 judíos se les negó el permiso de desembarco, viéndose obligados a regresar a Estambul. Al mismo tiempo, Amin al-Husayni, sobrino de al-Husseini, fue nombrado gran muftí de Jerusalén, una decisión que más tarde encontraría muchas críticas. Los combates continuaron por varios días y se extendieron cerca de Rehovot, Kfar Saba, Petaj Tikva y Hadera.

## Consecuencias inmediatas
Resultaron asesinados 45 judíos y otros 146 fueron heridos, mientras que las bajas árabes fueron de 48 muertos y 73 heridos y se debieron a enfrentamientos con las fuerzas británicas al intentar restablecer el orden.
Miles de residentes judíos de Jaffa huyeron a Tel Aviv y se alojaron en tiendas de campaña en la playa. Tel Aviv que era dependiente de Jaffa se convirtió en una nueva ciudad, debido en gran parte a los disturbios ocurridos en Jaffa. Sin embargo Tel Aviv todavía dependía de Jaffa, donde se suministra de la alimentación, los servicios, y fue el lugar de empleo para la mayoría de los residentes de la nueva ciudad
Algunas aldeas, cuyos residentes habían participado en los actos de violencia, fueron multadas y algunos vándalos fueron llevados a juicio. El escritor y coeditor del periódico Kuntress, Yosef Haim Brenner fue una de las víctimas mortales de los disturbios. El oficial Toufiq Bey Al Said, quien renunció a la policía de Jaffa, recibió un disparo en la calle; su muerte fue adjudicada a los veteranos de Hashomer en retribución por el asesinato de Brenner.

## Consecuencias
En su discurso en ocasión del cumpleaños Real en junio de 1921, Samuel hizo hincapié en el compromiso de Gran Bretaña a la segunda parte de la Declaración Balfour de 1917 y declaró que la inmigración judía se permitiría únicamente en la medida en que no se cargara la economía. Luego se suspendió la inmigración judía. Los que escucharon el discurso de Samuel tuvieron la impresión de que estaba tratando de apaciguar a los árabes por el expansionismo judío, y algunos líderes judíos le boicotearon por un tiempo. 
La política de Gran Bretaña en relación con su Mandato de la Liga de Naciones para restablecer el Hogar Nacional Judío en Palestina cambió a la "fijación de los números y los intereses de la población actual" el futuro la inmigración judía. Así, una popular crítica contemporánea fue que Samuel había revisado la Declaración de Balfour y el mandato de establecer el Hogar Nacional Judío en la creación de un Hogar Nacional Árabe. 
Nuevos disturbios sangrientos estallaron en el barrio judío de Jerusalén, el 2 de noviembre de 1921, cuando cinco residentes judíos y tres de sus atacantes árabes murieron, lo que llevó a los llamamientos para la renuncia del comisionado de la ciudad, Ronald Storrs.